# Fefe (chanson)
Singles de 6ix9ine
Tati
(2018) Bebe
(2018)
Singles par Nicki Minaj
Boo'd Up (Remix)
(2018) Ganja Burn
(2018)
Fefe (écrit en majuscules) est une chanson du rappeur américain 6ix9ine en featuring avec la rappeuse trinidadienne Nicki Minaj et le producteur canadien Murda Beatz. Elle est écrite par les trois artistes ainsi que le duo Cubeatz et Andrew Green. Sorti le 22 juillet 2018 sous le label TenThousand Projects, le titre est le second single extrait de l'album Dummy Boy de 6ix9ine (2018). Il fait également partie de l'album Queen de Minaj (2018).
La chanson atteint la 3e place dans le Hot 100, devenant ainsi le plus grand succès de 6ix9ine. Le single devient le plus vendu de 2018 aux Etats-Unis, certifié 8x platine par la RIAA. Il atteint également le top 10 dans les classements en Australie, au Canada, en Hongrie, en Nouvelle-Zélande, en Suède et en Suisse. En France, il atteint la 49e place et est certifié disque d'or.
En mars 2022, le clip vidéo atteint le cap du milliard de visionnages sur la plateforme YouTube.

## Développement et sortie
Un snippet d'une chanson intitulée Fefe a fui avant la sortie officielle du titre. Durant sa tournée européenne en 2018, 6ix9ine révèle son intention de sortir un nouveau titre avec un invité surprise quand il reviendrait aux Etats-Unis. En juillet 2018, il partage un clip audio de la chanson sur son compte Instagram. L'un des couplets laisse le public penser que l'invitée est Nicki Minaj.
Le 20 juillet, il annonce la sortie imminente de la chanson deux jours plus tard. Le 22 juillet elle est disponible en téléchargement digital et en streaming. Le 24 juillet, le rappeur promet qu'une portion des gains tirés des ventes de la chanson sera versée à des programmes pour la jeunesse new-yorkaise. La chanson est ajoutée en tant que bonus dans la liste des morceaux de l'album Queen de Minaj, mais ses ventes n'ont pas été comptées pour la certification platine de l'album.

## Illustration
La pochette du single est une illustration 3D de 6ix9ine et Minaj partageant un cornet de crème glacée, scène recréée dans le clip vidéo. Minaj porte la même tenue que sur la pochette de son single Chun-Li.

## Crédits
Crédits adaptés de Spotify.
- 6ix9ine : interprète, compositeur[12]
- Nicki Minaj : interprète[12]
- Shane "Murda Beatz" Lindstrom : compositeur, producteur[12]
- Andrew Green : compositeur[12]
- Kevin Gomringer : compositeur, producteur[12]
- Tim Gominger : compositeur, producteur[12]

## Classements mondiaux

### Classements hebdomadaires
| Classement (2018)                            | Meilleure position |
| -------------------------------------------- | ------------------ |
| Allemagne (Media Control AG)                 | 16                 |
| Australie (ARIA)                             | 8                  |
| Autriche (Ö3 Austria Top 40)                 | 14                 |
| Belgique (Flandre Ultratop 50 Singles)       | 1                  |
| Belgique (Wallonie Ultratop 50 Singles)      | 42                 |
| Canada (Hot 100)                             | 3                  |
| Danemark (Tracklisten)                       | 22                 |
| Écosse (OCC)                                 | 65                 |
| Espagne (Top 50 Digital/Physique PROMUSICAE) | 79                 |
| Estonie (Eesti Ekspress)                     | 7                  |
| États-Unis (Hot 100)                         | 3                  |
| États-Unis (R&B/Hip-Hop Songs)               | 3                  |
| États-Unis (Rhythmic)                        | 5                  |
| Finlande (Suomen virallinen lista)           | 5                  |
| France (SNEP)                                | 16                 |
| Hongrie (Top 40 Singles Mahasz)              | 5                  |
| Hongrie (Top 40 Streaming Mahasz)            | 8                  |
| Irlande (IRMA)                               | 21                 |
| Italie (FIMI)                                | 30                 |
| Lettonie (Top 40)                            | 17                 |
| Norvège (VG-lista)                           | 14                 |
| Nouvelle-Zélande (RMNZ)                      | 3                  |
| Pays-Bas (Single Top 100)                    | 14                 |
| Portugal (AFP)                               | 14                 |
| Tchéquie (IFPI Rádio)                        | 5                  |
| Royaume-Uni (UK Singles Chart)               | 17                 |
| Slovaquie (IFPI Rádio)                       | 1                  |
| Suède (Sverigetopplistan)                    | 6                  |
| Suisse (Schweizer Hitparade)                 | 10                 |

### Classements de fin d'année
| Classement (2018)              | Position |
| ------------------------------ | -------- |
| Canada (Hot 100)               | 50       |
| États-Unis (Hot 100)           | 31       |
| États-Unis (R&B/Hip-Hop Songs) | 15       |

## Certifications
| Pays                    | Certification | Ventes    |
| ----------------------- | ------------- | --------- |
| Canada (Music Canada)   | Platine       | 80 000    |
| Danemark (IFPI)         | Or            | 45 000    |
| États-Unis (RIAA)       | 8 × Platine   | 8 000 000 |
| France (SNEP)           | Or            | 100 000   |
| Italie (FIMI)           | Or            | 25 000    |
| Mexique (AMPROFON)      | Platine       | 90 000    |
| Nouvelle-Zélande (RMNZ) | Or            | 15 000    |
| Norvège (IFPI)          | Or            | 3 000 000 |
| Royaume-Uni (BPI)       | Or            | 400 000   |